# Videna oleacina
Videna oleacina é uma espécie de gastrópode da família Zonitidae.
É endémica de Palau.